# Nocibé
Ne doit pas être confondu avec Nosy Be.

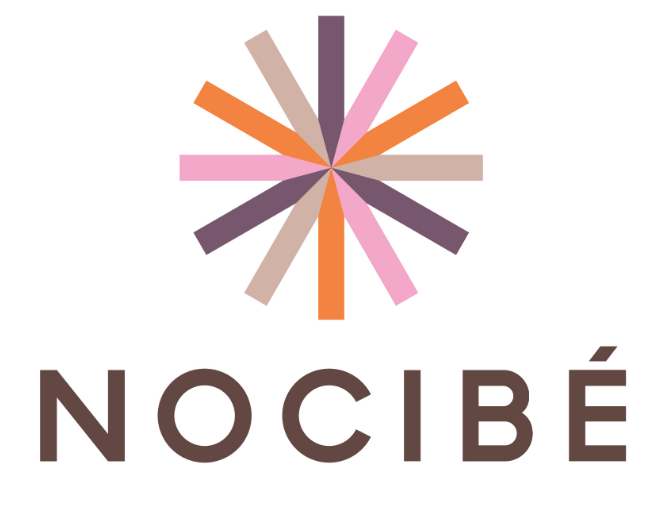
Logo de Nocibé de 2011 à 2013.

Nocibé est une entreprise française de distribution de parfums et cosmétique. Créée à Lille en 1984 par Daniel Vercamer, elle devient en 2014 une filiale du groupe allemand Douglas Holding.

## Histoire
L'enseigne Nocibé est créée en 1984 par Daniel Vercamer. Son nom, « Nocibé », est directement inspiré par l'île de Nosy Be, une île de Madagascar et producteur d'ylang-ylang, une fleur composant emblématique de la parfumerie. Le premier magasin ouvre en novembre 1984 au 114, rue du Molinel, à Lille, dans un ancien local appartenant à la société Vercamer. La société Vercamer avait été lancée en 1924 par le grand-père de Daniel Vercamer et vendait des produits d'hygiène, puis en 1936, des produits de parfumerie. Poussés par l'essor de la grande distribution en France, Daniel et son épouse Martine veulent démocratiser les produits dits de luxe. Ils vendaient les produits moins chers par rapport à la concurrence. Par la suite, l'enseigne s'installa à Petite-Forêt, à Arras, à Tourcoing, à Noyelles-Godault, à Dunkerque, à Leers. Les bureaux administratifs au-dessus de la première boutique à Lille deviennent trop étroits et oblige l'équipe à déménager dans la rue d'Amiens.
À partir de son introduction dans le second marché de la Bourse en 1997, Nocibé conclut en trois ans soixante-cinq rachats. Le premier est la société Beauty Shop dans le sud-ouest, suivent Lion sauvage, Process Blue, HLL Paris Rive Droite, Isabelle Atkins, par exemple. En 1998, Nocibé s'associe avec le groupe néerlandais Kruidvat.
Bridge Point rachète Groupe Nocibé Holding en 2002[réf. souhaitée] puis cède ses parts au fonds d'investissement Charterhouse en 2006[réf. souhaitée]. En 2004, Daniel Vercamer quitte la présidence et est remplacé par Xavier Dura, son directeur général, puis Isabelle Parize en 2011.
En février 2014, Douglas Holding acquiert Nocibé pour un montant inconnu. Douglas devient un second distributeur de parfum derrière Sephora, avec 769 boutiques.
En mai 2015, Nocibé lance son service de personnalisation de parfums sur mesure, une première en France. Trois ans plus tard, la marque introduit les produits de parapharmacie à son offre en ligne et dans quelques magasins de l'enseigne.
2018 Nocibe propose de la parapharmacie.
Fin février 2019, le directeur marketing de la marque insulte l'humoriste Yassine Belattar sur Twitter, le qualifiant de « pourriture d’islamiste ». Sur le même réseau social, la chaîne de magasins cosmétiques se dissocie le 28 février de son salarié dans un communiqué, précisant que « ses propos étaient en totale contradiction » avec les valeurs qu'elle défendait et que ses « positions » avaient été tenues « à titre privé sur Twitter »,. Quelques heures plus tard, elle fait savoir qu'elle « suspend de ses fonctions » le directeur marketing.
En janvier 2021, Douglas annonce la fermeture de 20 % de ses magasins Nocibé en Europe, soit 62 magasins en France. Début octobre 2021, le groupe de parfums et produits cosmétiques Bogart officialise la reprise de 41 des 62 magasins Nocibé concernés par la décision de fermeture de Douglas.
Le 20 septembre 2023, Pierre Aoun, PDG de la société depuis 2016, quitte ses fonctions,.

## Organisation et réseau
En octobre 2018 la société dispose de 493 établissements (points de vente et entrepôts). Le groupe (franchisés inclus) revendique 15 millions de clients en magasins, 35 millions de visites sur son site, 610 points de vente et 392 instituts de beauté.

## Sponsoring
En 2004, Nocibé devient le partenaire officiel de la Fédération Française de Natation. La Team Nocibé est composée de quatre athlètes : Virginie Dedieu, Laure Thibaud, Malia Metella et Hugues Duboscq.